# Иванов, Константин Кириллович
Константи́н Кири́ллович Ивано́в  (1 августа 1938, Ленинград, СССР — 21 января 2022) — советский и российский художник, живописец, иконописец, график, педагог, член Санкт-Петербургского Союза художников (до 1992 года — Ленинградской организации Союза художников РСФСР), председатель творческого сектора управления Санкт-Петербургского союза художников, действительный член Петровской Академии наук и искусств.

## Биография
Родился 1 августа 1938 года в Ленинграде в семье священника. Учился в ленинградском художественно-педагогическом училище (1956—1963), в Ленинградском институте живописи, скульптуры и архитектуры имени И. Е. Репина (1963—1969). Окончил институт по мастерской профессора А. Д. Зайцева с присвоением квалификации художника-живописца. Дипломная работа — историческая картина «В. И. Ленин у крестьян».
В 1971—1984 работал преподавателем живописи, затем директором в Средней художественной школе имени Б. В. Иогансона (1979—1982). Участник выставок с 1970 года. В 1975 был принят в члены Ленинградского Союза художников. Жанры живописи: пейзаж, портрет, натюрморт, сюжетно-тематическая композиция, философско-религиозный сюжет, православная икона. Автор картин «Натюрморт с туесом» (1971), «Портрет колхозника Андреева» (1972), «Портрет учителя труда В. И. Косматова», «Праздник в деревне Починок» (обе 1975), «Дары Севера» (1976), «Весна в деревне Пареньково» (1977), «Вечер» (1978), «Баня» (1980), «Памяти 27 января 1944 года» (1987), «Реквием» (1988), «Покров» (1989), «Звоны московские» (1990), «Озеро Святое» (2001), «Час безмолвия» (2002), «Поэт Николай Клюев», «Брусница поспела» (обе 2003).
С 1990 года — член общества религиозно-нравственного просвещения в духе Православной Церкви, затем — член Богословско-философского отделения Петровской Академии наук и искусств, основанного по благословению Митрополита Санкт-Петербургского Иоанна. В 1990—2000 годы К. К. Ивановым были написаны иконы для восстановленных Казанского и Троицкого соборов Санкт-Петербурга, церкви Преображения в селе Орлино Гатчинского района Ленинградской области, собора Михаила Архангела в Ораниенбауме и других храмов России.
К. К. Иванов является действительным членом Петровской Академии наук и искусств. Его произведения находятся в музеях и частных собраниях в России и за рубежом, а также в ряде православных соборов Санкт-Петербурга и Ленинградской области.

### Награды
- Лауреат премии Правительства Санкт-Петербурга
- Золотая медаль Координационного совета работников культуры России
- Патриаршья грамота Святейшего Патриарха Московского и всея Руси Алексия II
- Медаль Преподобного Сергия Радонежского за вклад и помощь Русской Православной церкви[4]
- Благодарность Президента Российской Федерации[15] (2015)

## Выставки
- 1972 год (Ленинград): Наш современник. Вторая выставка произведений ленинградских художников.
- 1973 год (Ленинград): Натюрморт. Выставка произведений ленинградских художников.
- 1975 год (Ленинград): Наш современник. Зональная выставка произведений ленинградских художников.
- 1977 год (Ленинград): Выставка произведений ленинградских художников, посвященная 60-летию Великого Октября.
- 1978 год (Ленинград): Осенняя выставка произведений ленинградских художников.
- 1980 год (Ленинград): Зональная выставка произведений ленинградских художников.
- 1997 год (Петербург): Связь времен. 1932-1997. Художники - члены Санкт-Петербургского Союза художников России .